# Rádóczy Gyarmathy Gábor
Rádóczy Gyarmathy Gábor (Budapest, 1943. január 25. –) magyar festőművész.

## Életpályája
Szülei Gyarmathy Tihamér festőművész (1915-2005) és Gobbi Éva voltak. Nővére Gyarmathy Ágnes díszlet- és jelmeztervező, egyetemi tanár. Felesége Dr. Rusz Edit szexuálpszichológus. A Budapesti Képző- és Iparművészeti Gimnáziumban érettségizett. A poznani Képzőművészeti Főiskolán végezte felsőfokú művészeti tanulmányait. 1980-ban a pármai Művészeti Akadémián tanult. Mesterei: Bálint Endre, Gyarmathy Tihamér, Tesseyer, Brzozwsky.
Szabadfoglalkozású művész. 1967 óta szerepel hazai és külföldi kiállításokon.

## Művészete
„Művészete középpontjában az ember áll. Az embert nemcsak kívülről, hanem belülről próbálja megközelíteni. Szimbolikus és szürrealisztikus elemekből építi fel képi világát. Művein összemosódik az álom és a valóság, a mindennapi tárgyak jelképekké válnak. Egyaránt fontos számára a rézkarcolás fegyelme és pontossága, valamint a festészetben a színek érzelmi kifejezőereje.”

## Társadalmi szerepvállalása
Az Európaház Képzőművészeti Tagozatának tagja.

## Egyéni kiállításai
- 1967 Képzőművészeti Főiskola, Poznan
- 1967 Galeria ob Nowa, Poznan
- 1969 József Attila Klub, Budapest (Megnyitotta: Beke László művészettörténész)
- 1969 KFKI Klub, Budapest (Megnyitotta: Weöres Sándor költő
- 1970 Madách Színház, Budapest
- 1972 „Gallery Joso” Torontó, Kanada
- 1973 Galeria Osaki Koszalin, Lengyelország
- 1974 Stúdió Galéria, Budapest (Megnyitotta: dr. Németh Lajos, közreműködött: Jnacsó Adrienn, vers és Faragó Laura, ének)
- 1974 Józsefvárosi Művelődési Ház, Budapest
- 1976 Berlin NDK (Tassy Bélával közösen)
- 1980 VOLÁN Vállalat 17. sz., Szombathely (Megnyitotta: dr. Bereczky Loránd)
- 1982 Szilády Galéria, Kiskunhalas
- 1987 Berlin, NDK
- 1987 Képcsarnok Vállalat, Nagykanizsa (Megnyitotta: B.Varga Sándor)
- 1995 Pallas Páholy, Budapest (Megnyitotta: Legéndy Péter)
- 1995 Kálvária Galéria, Szeged (Megnyitotta: Giricz Mátyás)
- 1996 Józsefvárosi Művelődési Ház, Budapest (Megnyitotta: Tahi Tóth László színművész)
- 1997 Körmendi Galéria, Budapest (Megnyitotta: Feledy Balázs művészeti író)
- 1998 Budapest XVI. Kerületi Önkormányzati Galéria (Megnyitotta: Csáji Attila képzőművész)
- 2001 „Erotika 2001” Budapest, BNV
- 2001 Táncsics Mihály Gimnázium, Budapest (Megnyitotta: Koltayné Zolder Klára, Dr. Merics Imre)
- 2002 Magyar Kultúra Alapítvány (Megnyitotta: Papp Oszkár (Japi), közreműködött: Somfai Kara Dávid)
- 2003 Magyarok Háza (Megnyitotta: Koltayné Zolder Klára, Dr. Merics Imre)
- 2003 Corvin Művelődési Központ (Megnyitotta: Dr. Feledy Balázs művészeti író)
- 2007 Olof Palme Ház, Budapest (Megnyitotta: Dr. Rusz Edit)
- 2007 Forrás Galéria, Budapest (Megnyitotta: Dr. Feledy Balázs művészeti író)

## Fontosabb nemzetközi és csoportos kiállítások
- 1969 V. Országos Miskolci Grafikai Biennálé
- 1970 Magyar Képzőművészek Kiállítása, Łódź, Sopot, Poznan, Lengyelország
- 1971 III. Nemzetközi Sport Biennálé, Barcelona, Spanyolország
- 1971 E. Jaguar vezette PHASE csoportkiállítások, Lengyelország, Franciaország és Olaszország
- 1971 Vadászati Világkiállítás, Műcsarnok Budapest
- 1971 VI. Miskolci Grafikai Biennálé
- 1972 „Copernicus” Nemzetközi Biennálé, Krakkó, Lengyelország
- 1972 Magyar Grafikai Napok, Krakkó, Lengyelország
- 1972 Europa Haus, Bécs, Ausztria
- 1973 VII. Kiállítás Műszaki Egyetem, Budapest és Berlin, NDK
- 1973 Galeria Edition Studio Lückmann, Düsseldorf, München, NSZK
- 1973 Magyar Hét, Róma, Olaszország
- 1974 Magyar Grafikai Kiállítás, Ermitázs, Leningrád, Szovjetunió
- 1974 V. Nemzetközi Biennálé, Krakkó
- 1974 Grafikai Kiállítás, Kuba
- 1974 „Ibizagrafic 74” Ibiza, Spanyolország
- 1974 Nemzetközi Grafikai Kiállítás, Aachen, NSZK
- 1975 II. Országos Grafikai Biennálé, Ljubljana, Jugoszlávia
- 1975 VIII. Országos Grafikai Biennálé, Miskolc
- 1975 „Bellas Artes” V. Nemzetközi Biennálé, Barcelona, Spanyolország
- 1976 Mai Magyar Grafika és Kisplasztika Kiállítás, Magyar Nemzeti Galéria, Budapest
- 1976 „Premio Internationales Biela” Biela, Olaszország
- 1976-1977 „Italia 2000” Nápoly, Olaszország
- 1977 XII. Modern Grafikai Nemzetközi Biennálé, Ljubljana, Jugoszlávia
- 1977 Galerie Manfred, PHASE Csoportkiállítás, Dundas, Ontario, Kanada
- 1977 Monzanares el Real, Madrid, Spanyolország
- 1977 IX. Országos Grafikai Biennálé, Miskolc
- 1976-1977 „Italia 2000” Nápoly, Olaszország
- 1979 Modern Grafikai Nemzetközi Biennálé, Ljubljana, Jugoszlávia
- 2003 Püspöki Palota, Krakkó, Lengyelország.
- 2004 Vojvodin Galéria, Ljubljana, Jugoszlávia
- 2004 Varnemunde, Németország
- 2004 Budapest, Körmendi Galéria, Gyarmathy Tihamér és családja: Gyarmathy Ágnes, Rádóczy Gyarmathy Gábor, Giricz Máté
- 2005 Magyar Intézet, Párizs
- 2007 Rippl-Rónai Múzeum, Kaposvár - Három nemzedék – Gyarmathy Tihamér, Rádóczy Gyarmathy Gábor, Giricz Máté kiállítása
- 2008 Forrás Galéria, Budapest - Gyarmathy Tihamér és Rádóczy Gyarmathy Gábor közös kiállítása
- 2010 Boldogasszony című kiállítás, Forrás Galéria, Budapest
- 2011 Magyar művészet című kiállítás, Kínai Szépművészeti Múzeum, Peking
- 2012 Összetartozunk című csoportos kiállítás, Forrás Galéria, Budapest
- 1998-tól évente EU Magyar Festészeti Tagozata (Frekvenc).
- Állandó kiállító magyar és külföldi csoportos kiállításokon.

## Díjai, elismerései
- 1970 Fiatal Művészek Stúdiója, „Új forma, új tartalom”pályázat, II. díj
- 1971 Nápoly, ezüstérem
- 1971 Sport Múzeum „Ezüst Gerely” pályázat, a zsűri különdíja
- 1971 Fiatal Képzőművészek Stúdiója „ A Mi Világunk” Pályázat, II. díj
- 1972 Pécs városa „Janus Pannonius” pályázata, bronzérem
- 1972 Stúdió galéria díja
- 1973 Világifjúsági Találkozó pályázatának I. díja
- 1975 Nemzetközi Újságíró Szövetség Grafikai Pályázata, aranyérem
- 1976 Nápoly „Itália 2000” nemzetközi pályázat, Ezüst Kupa, Olaszország
- 1977 Nápoly „Itália 2000” nemzetközi pályázat, ezüstérem
- 1980 Calabriai tartomány Honoris Causa kulturális becsületrendje, Olaszország
- 1980 A Pármai Művészeti Akadémia tagja
- 1985 Budapest XVI. Kerületi Tanács által rendezett jubileumi kiállítás I. díja
- 1987 Nemzetközi Képzőművészeti Biennálé I. díja, Szöul, Korea, Korea
- 1987 Brüsszel Európa Ház Képzőművészeti Kiállítás elismerő oklevele, Belgium
- 1990 Budapest XVI. kerület, a zsűri különdíja

## Művei közgyűjteményekben
- Magyar Nemzeti Galéria, Budapest
- Kiscelli Múzeum, Budapest
- Rippl-Rónai Múzeum, Kaposvár
- Modern Magyar Művészetek Múzeuma
- Városi Képtár – Deák Gyűjtemény, Székesfehérvár
- Münchener Graphische Sammlung
- Herman Ottó Múzeum, Miskolc
- Petőfi Irodalmi Múzeum, Budapest